# Rudka (obwód witebski)
Rudka (biał. Рудка; ros. Рудка) – wieś na Białorusi, w obwodzie witebskim, w rejonie postawskim, w sielsowiecie Woropajewo.

## Historia
W czasach zaborów w granicach Imperium Rosyjskiego.
W dwudziestoleciu międzywojennym ówczesny majątek i koszarka kolejowa leżały w Polsce, w województwie wileńskim, w powiecie duniłowickim (od 1926 postawskim), w gminie Łuck (od 1927 gmina Kozłowszczyzna).
Według Powszechnego Spisu Ludności z 1921 roku zamieszkiwało majątek 93 osoby, 40 było wyznania rzymskokatolickiego, 28 prawosławnego, 14 staroobrzędowego a 11 mojżeszowego. Jednocześnie 61 mieszkańców zadeklarowało polską przynależność narodową, 21 białoruską, a 11 żydowską. Było tu 6 budynków mieszkalnych. W 1931 w majątku zamieszkiwały 63 osoby w 4 budynkach. Natomiast koszarka kolejowa liczyła 13 mieszkańców i 2 domy.
Miejscowość należała do parafii rzymskokatolickiej w Duniłowiczach i prawosławnej w Osinogródku. Podlegała pod Sąd Grodzki w Duniłowiczach i Okręgowy w Wilnie; właściwy urząd pocztowy mieścił się w Kozłowszczyźnie.
W 1938 roku miejscowość należała do gromady Żuperki gminy Kozłowszczyzna.